# Lijst van voetbalinterlands Bahrein - Iran
Deze lijst van voetbalinterlands is een overzicht van alle officiële voetbalwedstrijden tussen de nationale teams van Bahrein en Iran. De landen speelden tot op heden achttien keer tegen elkaar. De eerste ontmoeting was een wedstrijd op 7 september 1974 in Teheran tijdens de Aziatische Spelen 1974. Het laatste duel, een kwalificatiewedstrijd voor het Wereldkampioenschap voetbal 2022, vond plaats op 7 juni 2021 in Riffa. 

## Wedstrijden
| №  | Plaats    | Datum             | Competitie                 | Wedstrijd      | Uitslag |
| -- | --------- | ----------------- | -------------------------- | -------------- | ------- |
| 1  | Teheran   | 7 september 1974  | Aziatische Spelen 1974     | Iran – Bahrein | 6 – 0   |
| 2  | Hiroshima | 3 oktober 1994    | Aziatische Spelen 1994     | Iran – Bahrein | 0 – 0   |
| 3  | Damascus  | 4 april 2000      | Azië Cup 2000 kwalificatie | Bahrein – Iran | 1 – 0   |
| 4  | Teheran   | 7 april 2000      | Azië Cup 2000 kwalificatie | Iran – Bahrein | 3 – 0   |
| 5  | Teheran   | 14 september 2001 | WK 2002 kwalificatie       | Iran – Bahrein | 0 – 0   |
| 6  | Riffa     | 21 oktober 2001   | WK 2002 kwalificatie       | Bahrein – Iran | 3 – 1   |
| 7  | Beijing   | 6 augustus 2004   | Azië Cup 2004              | Iran – Bahrein | 4 – 2   |
| 8  | Riffa     | 9 februari 2005   | WK 2006 kwalificatie       | Bahrein – Iran | 0 – 0   |
| 9  | Teheran   | 8 juni 2005       | WK 2006 kwalificatie       | Iran – Bahrein | 1 – 0   |
| 10 | Riffa     | 21 maart 2008     | Vriendschappelijk          | Bahrein – Iran | 1 – 0   |
| 11 | Riffa     | 31 augustus 2009  | Vriendschappelijk          | Bahrein – Iran | 4 – 2   |
| 12 | Amman     | 24 september 2010 | West-Azië Cup 2010         | Iran – Bahrein | 3 – 0   |
| 13 | Teheran   | 11 oktober 2011   | WK 2014 kwalificatie       | Iran – Bahrein | 6 – 0   |
| 14 | Riffa     | 11 november 2011  | WK 2014 kwalificatie       | Bahrein – Iran | 1 – 1   |
| 15 | Koeweit   | 12 december 2012  | West-Azië Cup 2012         | Iran – Bahrein | 0 – 0   |
| 16 | Melbourne | 11 januari 2015   | Azië Cup 2015              | Iran − Bahrein | 2 − 0   |
| 17 | Riffa     | 15 oktober 2019   | WK 2022 kwalificatie       | Bahrein − Iran | 1 − 0   |
| 18 | Riffa     | 7 juni 2021       | WK 2022 kwalificatie       | Iran − Bahrein | 3 − 0   |

## Samenvatting
| Competitie            | Totaal gespeeld | Winst Bahrein | Gelijk | Winst Iran | Doelsaldo Bahrein – Iran |
| --------------------- | --------------- | ------------- | ------ | ---------- | ------------------------ |
| WK-kwalificatie       | 8               | 2             | 3      | 3          | 5 − 12                   |
| Azië Cup              | 2               | 0             | 0      | 2          | 2 − 6                    |
| Azië Cup-kwalificatie | 2               | 1             | 0      | 1          | 1 − 3                    |
| West-Azië Cup         | 2               | 0             | 1      | 1          | 0 − 3                    |
| Aziatische Spelen     | 2               | 0             | 1      | 1          | 0 − 6                    |
| Vriendschappelijk     | 2               | 2             | 0      | 0          | 5 − 2                    |
| Totaal                | 18              | 5             | 5      | 8          | 13 − 32                  |

Wedstrijden bepaald door strafschoppen worden, in lijn met de FIFA, als een gelijkspel gerekend.